# Robin Thicke
Robin Charles Thicke (ur. 10 marca 1977 w Los Angeles) – amerykańsko-kanadyjski piosenkarz, autor tekstów, producent muzyczny, tancerz, muzyk i aktor, który największą rozpoznawalność zdobył po wydaniu singla „Blurred Lines” z 2013.

## Życiorys
Urodził się w Los Angeles w Kalifornii jako syn amerykańskiej piosenkarki Glorii Loring (z domu Gloria Jean Goff) i kanadyjskiego aktora Alana Thicke (z domu Alan Willis Jeffrey). Jego matka miała pochodzenie angielskie, norweskie i walijskie, a ojciec miał korzenie szkockie, irlandzkie i angielskie. Miał brata Brennana (ur. 1974). Swoją przygodę z muzyką rozpoczął w wieku dwunastu lat od gry na pianinie.
Thicke współpracował z artystami takimi jak Nicki Minaj, 3T, T.I., Christina Aguilera, Jessie J, Pharrell, Usher, Jennifer Hudson, Flo Rida, Brandy, Kid Cudi, Mary J. Blige i komponował piosenki dla Marca Anthony’ego. Thicke pracował nad albumami takimi jako Confessions (2004) Ushera i Tha Carter III (2008) Lil Wayne. 
W swojej muzycznej karierze Thicke wydał sześć albumów. Pierwszy z nich ukazał się w 2002 i nosił tytuł A Beautiful World. Następnie kolejno do sprzedaży trafiły krążki: The Evolution of Robin Thicke (2006), Something Else (2008), Sex Therapy (2009) oraz Love After War (2011). Nagrał kilka singli R&B w Stanach Zjednoczonych, w tym „Lost Without U” (2006), „Magic” (2008) i „Sex Therapy” (2009). Szósty studyjny album Robina Thicke, Blurred Lines ukazał się 30 lipca 2013. Promujący go utwór pod tym samym tytułem „Blurred Lines”  stał się światowym hitem i zdobył pierwsze miejsce zestawienia „Billboard” Hot 100 i osiągając szczyty list przebojów w ponad 13 krajach.

## Życie prywatne
11 czerwca 2005 wstąpił w związek małżeński z aktorką Paulą Patton. 6 kwietnia 2010 na świat przyszedł ich syn, Julian Fuego Thicke. 14 kwietnia 2015 nastąpił rozwód pary.

## Dyskografia

### Albumy
| 2003                           | A Beautiful World - Data: 15 kwietnia 2003 - Wydawca: NuAmerica, Interscope Records                | 152 | — | — | —   | —   | —  |                                                         |
| 2006                           | The Evolution of Robin Thicke - Data: 3 października 2006 - Wydawca: Star Trak, Interscope Records | 5   | — | — | 30  | 184 | —  | - USA: platynowa płyta                                  |
| 2008                           | Something Else - Data: 30 października 2008 - Wydawca: Star Trak, Interscope Records               | 3   | — | — | —   | 92  | —  |                                                         |
| 2009                           | Sex Therapy: The Session - Data: 15 grudnia 2009 - Wydawca: Star Trak, Interscope Records          | 9   | — | — | —   | —   | —  |                                                         |
| 2011                           | Love After War - Data: 6 grudnia 2011 - Wydawca: Star Trak, Interscope Records                     | 22  | — | — | —   | —   | —  |                                                         |
| 2013                           | Blurred Lines - Data: 30 lipca 2013 - Wydawca: Star Trak, Interscope Records                       | 1   | 4 | 1 | 1   | 10  | 20 | - USA: złota płyta - UK: złota płyta - POL: złota płyta |
| 2014                           | Paula - Data: 1 lipca 2014 - Wydawca: Star Trak, Interscope Records                                | 9   | — | — | 200 | —   | —  |                                                         |
| "—" pozycja nie była notowana. | |     |   |   |     |     |    |                                                         |

### Single
| 2003                           | "When I Get You Alone"                              | —  | 17 | 8  | —  | —  | — | - AUS: złota płyta                                                                                     | A Beautiful World             |
| 2003                           | "Brand New Jones"                                   | —  | —  | —  | —  | —  | — | | A Beautiful World             |
| 2005                           | "Wanna Love You Girl" (featuring Pharrell Williams) | —  | —  | —  | —  | —  | — | | The Evolution of Robin Thicke |
| 2007                           | "Lost Without U"                                    | 14 | —  | 37 | 11 | 54 | — | - USA: platynowa płyta                                                                                 | The Evolution of Robin Thicke |
| 2007                           | "Can U Believe"                                     | 99 | —  | —  | —  | —  | — | | The Evolution of Robin Thicke |
| 2007                           | "Got 2 Be Down" (featuring Faith Evans)             | —  | —  | —  | —  | —  | — | | The Evolution of Robin Thicke |
| 2008                           | "Magic"                                             | —  | —  | —  | —  | —  | — | | Something Else                |
| 2008                           | "The Sweetest Love"                                 | —  | —  | —  | —  | —  | — | | Something Else                |
| 2009                           | "Dreamworld"                                        | —  | —  | —  | —  | —  | — | | Something Else                |
| 2009                           | "Sex Therapy"                                       | 54 | —  | —  | —  | —  | — | | Sex Therapy: The Session      |
| 2010                           | "Rollacoasta" (featuring Estelle)                   | —  | —  | —  | —  | —  | — | | Sex Therapy: The Session      |
| 2010                           | "It's in the Mornin'" (featuring Snoop Dogg)        | —  | —  | —  | —  | —  | — | | Sex Therapy: The Session      |
| 2011                           | "Shakin' It 4 Daddy" (featuring Nicki Minaj)        | —  | —  | —  | —  | —  | — | | Sex Therapy: The Session      |
| 2011                           | "Love After War"                                    | —  | —  | —  | —  | —  | — | | Love After War                |
| 2011                           | "Pretty Lil' Heart" (featuring Lil Wayne)           | —  | —  | —  | —  | —  | — | | Love After War                |
| 2012                           | "All Tied Up"                                       | —  | —  | —  | —  | —  | — | | Love After War                |
| 2012                           | "Exhale (Shoop Shoop)"                              | —  | —  | —  | —  | —  | — | | —                             |
| 2013                           | "Blurred Lines" (feat. T.I. i Pharrell Williams)    | 1  | 1  | 1  | 1  | 1  | 1 | - USA: 6x platynowa płyta - AUS: 8x platynowa płyta - UK: 2x platynowa płyta - NZL: 4x platynowa płyta | Blurred Lines                 |
| 2013                           | "For the Rest of My Life"                           | —  | —  | —  | —  | 82 | — | | Blurred Lines                 |
| 2013                           | "Give It 2 U" (featuring Kendrick Lamar)            | 25 | 41 | 29 | 15 | 53 | — | | Blurred Lines                 |
| 2013                           | "Feel Good"                                         | —  | —  | —  | —  | —  | — | | Blurred Lines                 |
| "—" pozycja nie była notowana. |                                                     |    |    |    |    |    |   | |                               |

## Filmografia
- Cudowne lata (1989)
- Just the Ten of Us (1990)
- The New Lassie (1990)